# Typhlodromus pritchardi
Typhlodromus pritchardi är en spindeldjursart som beskrevs av Arutunjan 1971. Typhlodromus pritchardi ingår i släktet Typhlodromus och familjen Phytoseiidae. Inga underarter finns listade i Catalogue of Life.